# Chris Smith (politico statunitense)
Christopher Henry Smith, detto Chris (Rahway, 4 marzo 1953), è un politico statunitense, membro della Camera dei Rappresentanti per lo stato del New Jersey.

## Biografia
Nato a Rahway, dopo il college Smith si dedicò alla politica e inizialmente aderì al Partito Democratico, per poi divenire un repubblicano nel 1978. In quell'anno infatti si candidò alla Camera dei Rappresentanti contro il deputato democratico in carica da ventitré anni Frank Thompson, ma perse le elezioni.
Due anni dopo Smith ci riprovò e questa volta, anche per via di uno scandalo in cui era stato coinvolto Thompson, riuscì ad essere eletto deputato. Da allora venne sempre riconfermato dagli elettori con elevate percentuali di voto.
Ideologicamente Smith si configura come conservatore in materia sociale e come moderato sui temi fiscali. Sposato con Marie, Smith ha quattro figli.